# Rosa Castañeda de Mora
Rosa Castañeda de Mora, var en guatemalansk politiker.
Hon blev 1956 sitt lands första kvinnliga parlamentariker. 